# Blood, Tears & Gold
«Blood, Tears & Gold» —en español: «Sangre, lágrimas y Oro»— es una canción del dúo Hurts, perteneciente a su álbum debut, Happiness, y lanzado como sexto sencillo y cuarto en Alemania. Fue coescrita con David Sneddon y The Nexus.

## Video musical
El vídeo de la canción fue el segundo filmado por el dúo, el cual fue publicado a principios del 2010. El vídeo fue trasmitido muy seguido por MTV de Alemania. 

## Listado de canciones
- German CD single

1. "Blood, Tears & Gold" – 4:18
2. "Blood, Tears & Gold" (Lotus Eaters On My Mind remix by Pantha du Prince) – 11:00

- German digital download

1. "Blood, Tears & Gold" – 4:18
2. "Blood, Tears & Gold" (Lotus Eaters On My Mind remix by Pantha du Prince) (ECHO Kritikerpreis Gewinner 2011)
3. "Blood, Tears & Gold" (Moonbootica remix) – 5:44
4. "Sunday" (Paul van Dyk remix)
5. "Blood, Tears & Gold" VIDEO

## Listas y Charts
| Chart (2011)                | Peak position |
| --------------------------- | ------------- |
| Austria (Ö3 Austria Top 40) | 45            |
| Suiza (Schweizer Hitparade) | 72            |